# Alastis
Alastis est un groupe de dark metal suisse, originaire de Sion, dans le Canton du Valais. Il est formé en 1987 et dissout en 2004, avec un total de cinq albums.

## Biographie
Alastis est formé en 1987 sous le nom de Fourth Reich. En 1989, le groupe change de nom en Alastis, qu'il tire de l'exécuteur de l'Enfer. Il se compose de War D. à la guitare, Zumof au chant, Acronoise à la batterie et de Masmise à la basse. Peu après le départ de Zumof, War D. endosse le rôle de guitariste et chanteur avant que le groupe ne publie son premier album studio This Just Law, au label Head Not Found Records,.
Quelques problèmes de line-up surviennent avant la signature du groupe au label Adipocere Records auquel ils publient leur deuxième album, ...And Death Smiled, en 1995. L'année suivante, Alastis attire l'attention de Century Media Records, qui leur permettra d'être distribué en Amérique du Nord. The Other Side, leur troisième album, est publié en 1997, et se popularise dans les scènes goth et black metal. Entretemps, ils participent au festival Wacken Open Air, en Allemagne. En 1998, ils publient leur quatrième album studio, Revenge.
War D. se sépare de ses musiciens en 2004 afin d'explorer d'autre horizons musicaux. En 2010, on le retrouve comme producteur et guitariste du groupe The Corrosive Candy sur un album produit par son propre label, Alastis records, label avec lequel fin 2014 il produit et enregistre le nouvel album d'Always the Same, groupe de la scène punk/rock suisse des années 1990.

## Membres

### Derniers membres
- War D. - guitare (1987-2004), chant (1991-2004)
- Nick - guitare (1995-2004)
- Raff - basse (1997-2004)
- Sebastian - batterie (2000-2004)
- Graven X - clavier (2000-2004)

### Anciens membres
- Zumof - chant (1987-1991), basse (1990-1991)
- Acronoise - batterie (1987-2000)
- Eric - basse, chœurs (1991-1993)
- Rotten - basse, chœurs (1993-1997)
- Masmiseim - basse (1987-1991 ; joue actuellement avec Samael)

## Discographie

### Albums studio
- 1992 : The Just Law
- 1995 : ...And Death Smiled
- 1997 : The Other Side
- 1998 : Revenge
- 2001 : Unity

### Démos
- 1989 : Fatidical Date
- 1990 : Black Wedding